# MBWA
IEEE 802.20 (MBWA = Mobile Broadband Wireless Access) es un estándar para redes wireless de banda ancha basadas en servicios IP móviles y pretende ser una especificación de los sistemas móviles de 4ª generación.
El 11 de diciembre de 2002, el IEEE Standard Board aprobó el
establecimiento del grupo de trabajo IEEE 802.20 para el desarrollo de este 
sistema denominado genéricamente: Mobile Broadband Wireless Access
(MBWA).
La misión de IEEE 802.20 es desarrollar la especificación de la capa física
(PHY) y la capa MAC de una interfaz de aire basado en conmutación de paquetes y optimizado para el transporte IP que:
- Opere en las bandas de trabajo licenciadas por debajo de 3,5 GHz.
- Trabaje con velocidades de pico por encima de 1 Mbps.
- Soporte movilidad por encima de los 250 km/h.
- Cubra tamaños de celda que permitan coberturas continuas de áreas metropolitanas.
- Obtenga eficiencias espectrales, velocidades de transmisión sostenidas y número de usuarios activos significativamente más altos que con los sistemas móviles existentes.

## Características MBWA
• Conmutación de Paquetes (Optimizado para IP).
• IP Roaming y Handover con velocidades de 1Mb/s.
• Ofrece movilidad de hasta 250km/h. (frente a los 60km de WiMAX Mobile & WiBro)
• Baja Latencia (fast ACK) y rates de 1-2Mb/s.
• Operará en principio en bandas con licencia por debajo de 3.5GHz.
• Roaming con otras tecnologías. (Open Interfaces)
• Compatibilidad con los sistemas móviles actuales.
• Reutilización de infraestructura móvil existente. (torres 3G..)

## Capa física
•MBWA define inicialmente dos perfiles:
> MBTDD (Mobile Broadband Time Division Duplex)Resultado de combinar las 
tecnologías iBurst (HC-SDMA) de Kyocera y QTDD de Qualcomm.
> MBFDD (Mobile Broadband Frequency Division Duplex) Es una evolución de QFDD de Qualcomm.
• Hace uso de antenas adaptativas (AAS) para permitir la máxima eficiencia espectral y de energía de ambos extremos de la comunicación.
• Permite una cobertura de 5 km
• Parámetros definidos para comunicaciones móviles:
· Ancho de Banda del Canal: 1,25MHz paired FDD (Frequency Division Duplex), 2,5MHz unpaired TDD (Time Division Duplex).
· Sectorización: 6 Sectores/Celda (uso típico 3 sectores/celda).
· Reutilización de la misma frecuencia en distintos sectores y células (factor de reutilización ≤ 1).
· Tolerancia Doppler (400Hz) y retardo multipropagación (10ms).
· Con una relación SNR=1.5dB se consigue FER=10-2.

## Capa MAC (Media Access Control)
• Se definen tres estados del dispositivo móvil para conseguir máxima eficiencia energética:
• Transiciones Rápidas y Dinámicas posibilitan a todos los usuarios
tener una conexión TCP/IP eficiente.
• Se permiten más de 100 Usuarios Activos por Sector/Celda.
• Rápida y Eficiente Búsqueda de Recursos tanto en UL como en DL.
• Permite interactuar en tiempo real con las necesidades del dispositivo móvil (tiempo máximo entre UL slots request 10ms)
• Eficiente y Robusto Handover tanto entre sectores como entre células (<200ms, comparable a una transición entre estados del dispositivo móvil).
• Soporte para distintas QoS y alta flexibilidad en el Scheduling de paquetes.

## Aplicaciones
• Telefonía Móvil (Voz, Juegos, Internet…).
• Equipos IP Móviles (Portátiles, PDA’s…).